# Santo Antônio do Retiro
Santo Antônio do Retiro este un oraș în Minas Gerais (MG), Brazilia.